# نيرا (نهر)

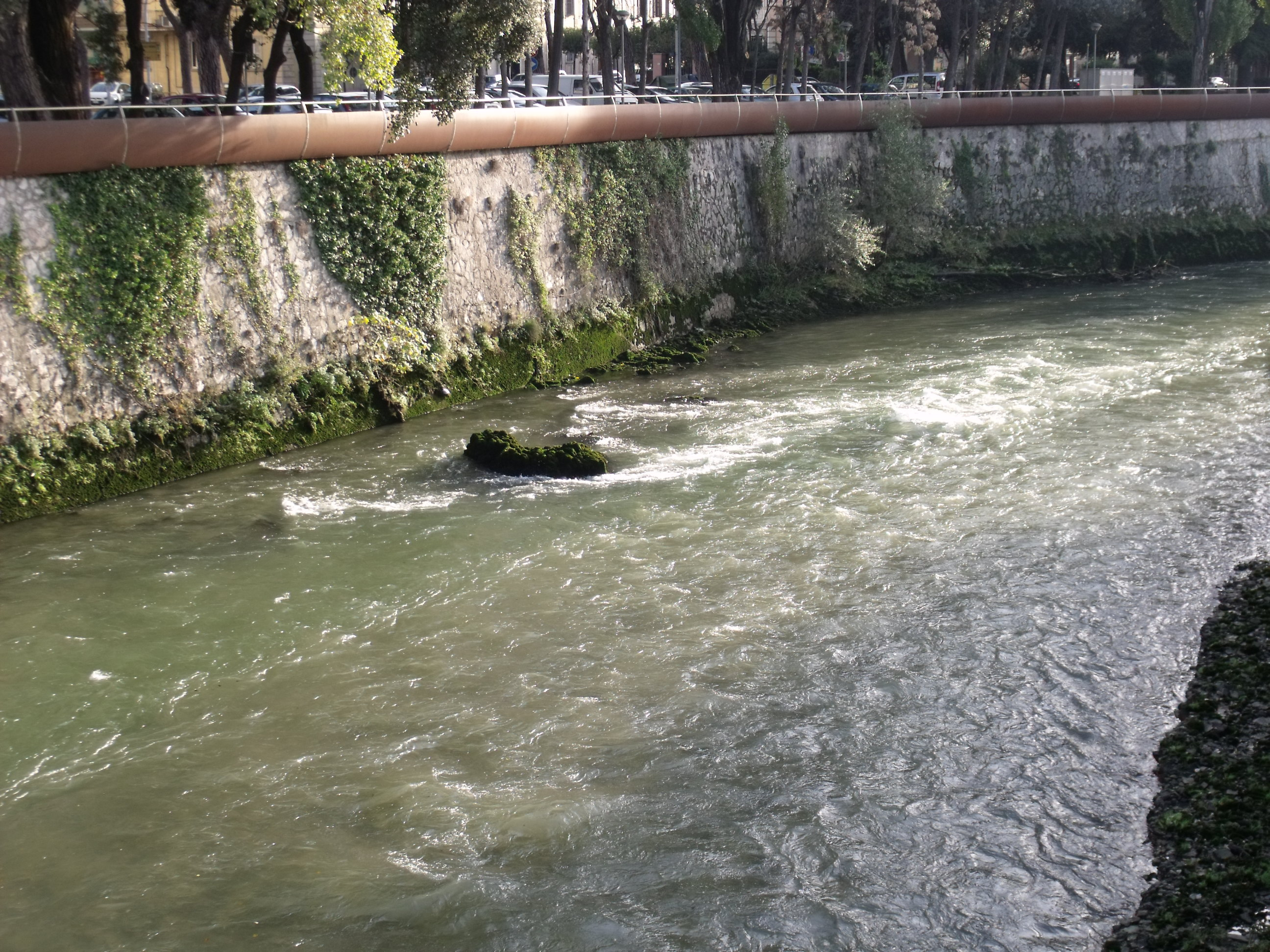

نيرا (بالإيطالية: Nera)‏ هو نهر بطول 116 كم يتدفق على طول إقليم أومبريا في إيطاليا. هو رافد لنهر التيبر ومنابعه في مونتي سيبيليني شرق فولينيو. يتدفق جنوبًا مارًا عبر تيرني ونارني. ينضم إلى التيبر قرب أورتي.